# Ugyops sulcatus
Ugyops sulcatus är en insektsart som beskrevs av Frederick Arthur Godfrey Muir 1931. Ugyops sulcatus ingår i släktet Ugyops och familjen sporrstritar. Inga underarter finns listade i Catalogue of Life.